# Bocydium
Genre
Synonymes
- Sphaeronotus Laporte, 1832

Bocydium est un genre d'insectes hémiptères de la famille des Membracidae. Les 20 espèces de ce genre vivent à l'Est des Andes, au Nord de l'Amérique latine et sont réputées pour l'ornementation de leur pronotum. En 1903, Buckton a suggéré, pour nom vernaculaire, «prêteur sur gage» en raison de la similitude de la forme pronotale avec le bouclier héraldique de la famille des Medici, le symbole des prêteurs sur gages. L'espèce la plus connue est Bocydium globulare.

## Description
Les espèces de Bocydium sont relativement petites (6,4 à 7,5 mm), sombres et présentent des excroissances proéminentes du pronotum caractéristiques. L’apparence extraordinaire de ces ornements fait l’objet de nombreuses spéculations, certains ont suggéré qu'ils ressemblent à des champignons entomophages, des graines ressemblant à une épine, ou même des fourmis et des araignées portant des proies ou en position d'attaque. Les ailes antérieures sont relativement longues et transparentes avec des nervures distinctes. Les immatures ressemblent souvent à la couleur et à la texture de leurs plantes hôtes. Leurs corps sont aplatis sur le dos et portent des tarses en forme de feuille et des lamelles abdominales,.

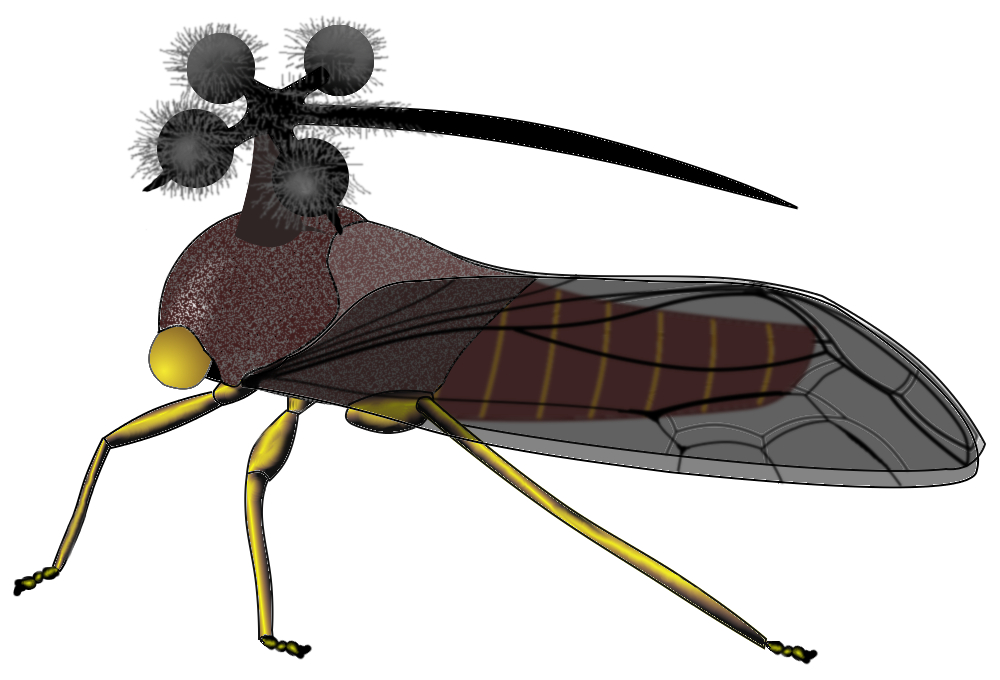
Bocydium globulare
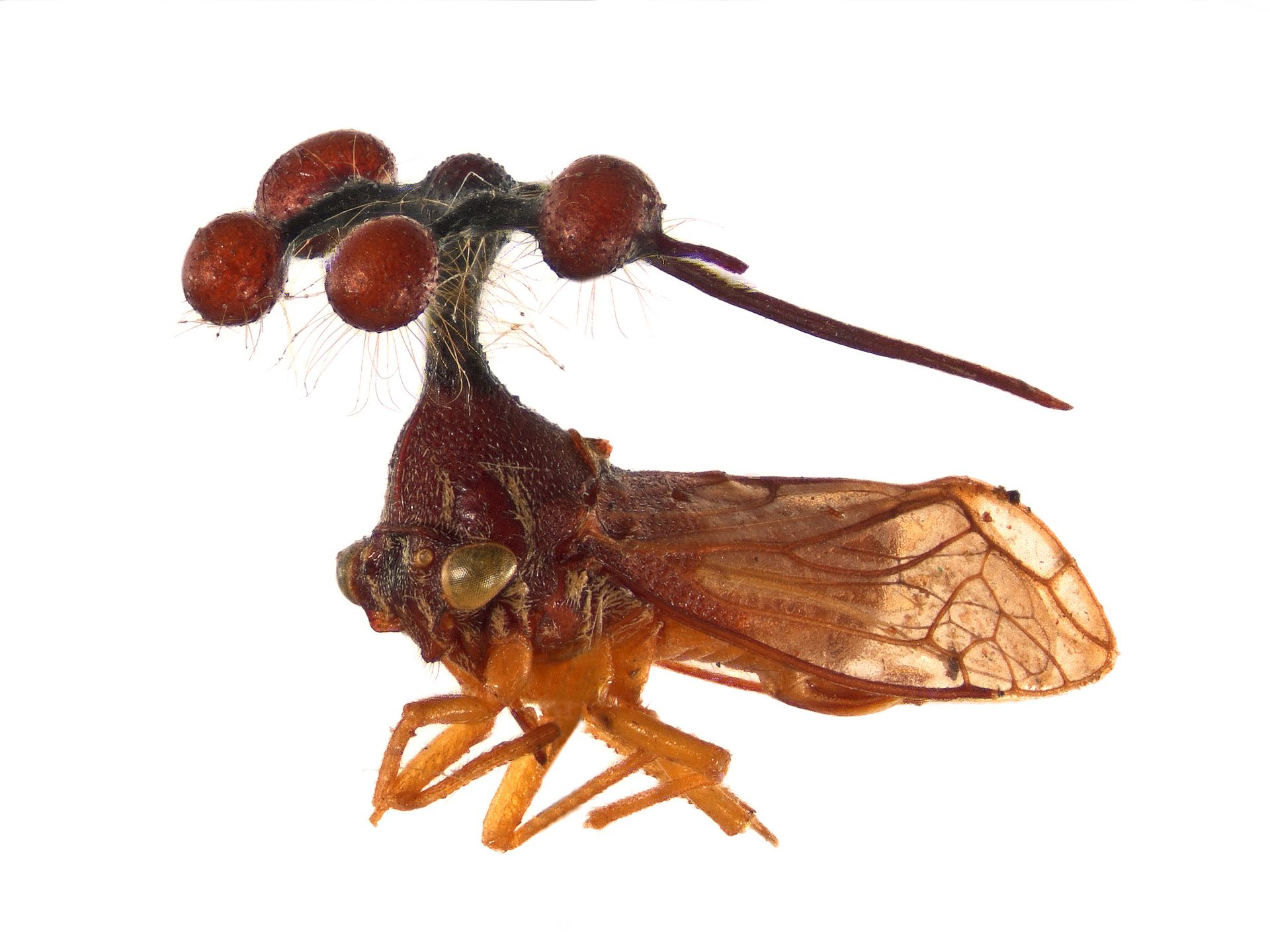
Bocydium rufiglobum
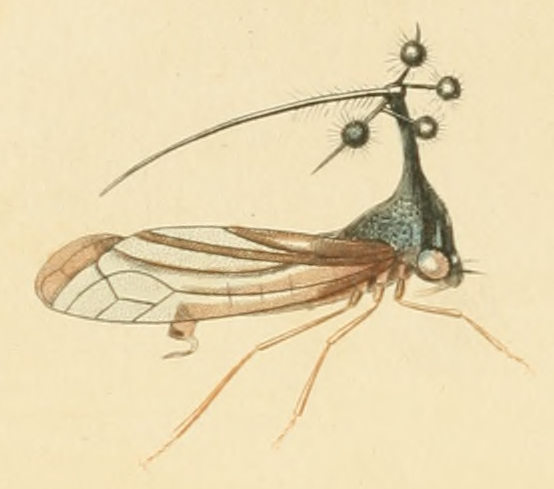
Bocydium tintinnabuliferum
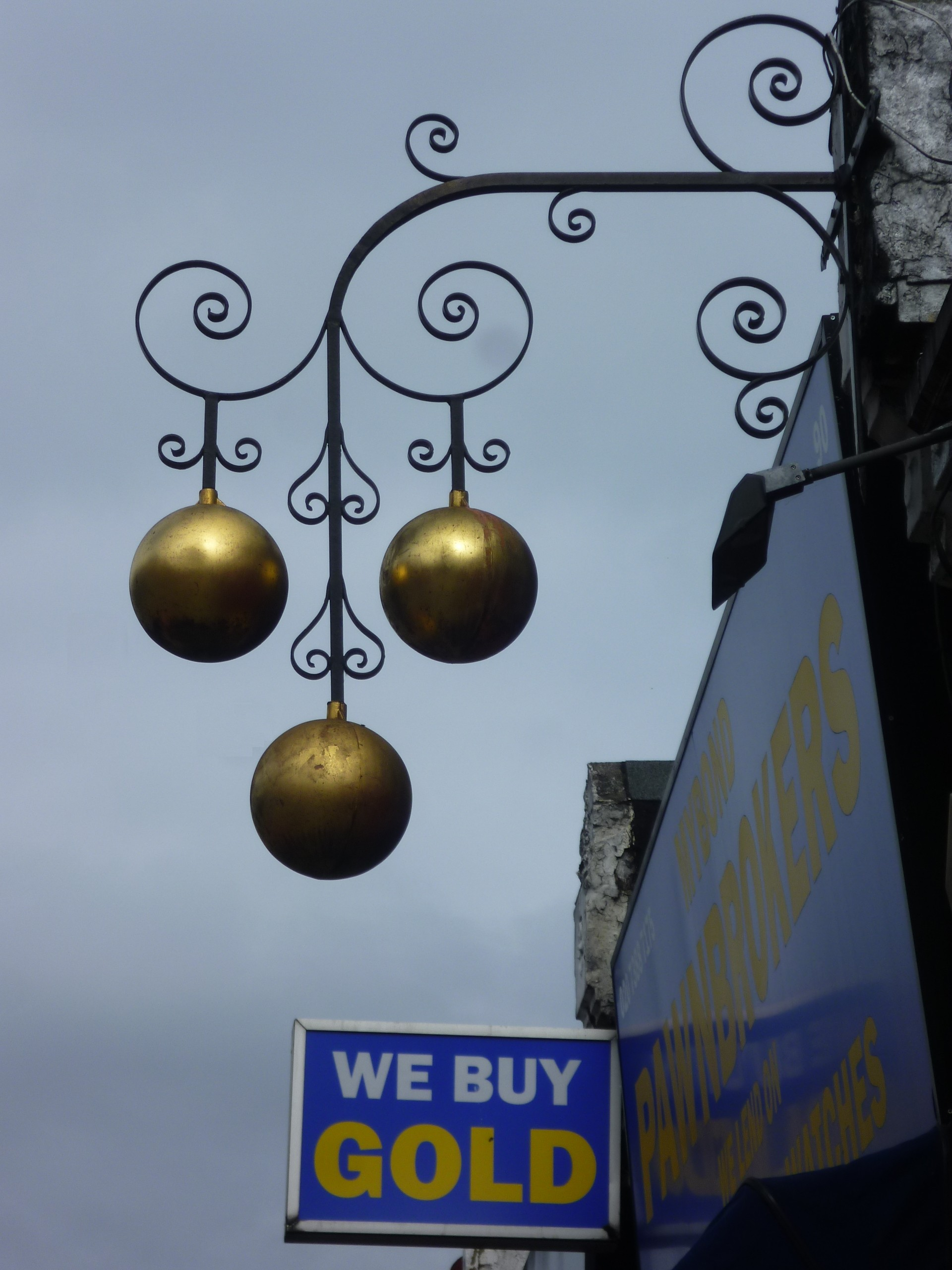
Symbole traditionnel des Prêteurs sur gage.

## Écologie et distribution
Les espèces de ce genre vivent sur des plantes des familles Asteraceae, Hypericaceae, Melastomataceae et Onagraceae, la plupart des mentions se rapportent à la famille des Melastomataceae. Au stade adulte, les membres du genre Bocydium sont généralement solitaires. Cependant, de grands regroupements d'adultes en phase de reproduction ont été observés sur un seul plant. Aucun mutualisme avec les fourmis n'a été observé jusqu'à présent.
Ces espèces se rencontrent en région néotropicale, dans le Cerrado brésilien, les forêts humides des Andes, l'Amazonie tropicale et les plaines atlantiques. On les retrouve au Paraguay, Brésil, Bolivie, Pérou, Suriname, Guyana, Venezuela, Costa Rica, en Équateur, Colombie, Guyane française et à Trinidad.

## Liste des espèces
Selon Flórez-V. et Evangelista, ce genre regroupe 20 espèces :
- Bocydium amischoglobum Sakakibara, 1981
- Bocydium anisobullatum Sakakibara, 1981
- Bocydium astilatum Richter, 1955
- Bocydium bilobum Flórez-V, 2017
- Bocydium bulliferum Goding, 1930
- Bocydium duoglobum Cryan, 1999
- Bocydium germarii Guérin-Méneville, 1844
- Bocydium globulare Fabricius, 1803
- Bocydium globuliferum Pallas, 1766
- Bocydium hadronotum Flórez-V, 2017
- Bocydium mae Flórez-V, 2017
- Bocydium nigrofasciatum Richter, 1955
- Bocydium racemiferum Sakakibara, 1981
- Bocydium rufiglobum Fairmaire, 1846
- Bocydium sakakibarai Flórez-V, 2017
- Bocydium sanmiguelense Flórez-V, 2017
- Bocydium sexvesicatum Sakakibara, 1981
- Bocydium sphaerulatum Sakakibara, 1981
- Bocydium tatamaense Flórez-V, 2017
- Bocydium tintinnabuliferum Lesson, 1832